# Heinrich Class
Heinrich Claß (29. februar 1868 i Alzey – 16. april 1953 i Jena) var en tysk højreorienteret politiker og formand for Alldeutscher Verband fra 1908 til 1939. Han er kendt for sine bøger om højreekstremistisk politik, skrevet under pseudonymet Daniel Frymann eller Einhart. Den mest berømte var hans bog Wenn ich der Kaiser krig (Hvis jeg var kejseren)1912, hvori han agitater for imperialisme, tysk nationalisme og antisemitisme.
Han havde kontakt med Adolf Hitler fra 1918.[kilde mangler]